# Prince of Wales Strait
De Prince of Wales Strait is een zeestraat in de Canadese Arctische Eilanden in de Northwest Territories van Canada. De zeestraat scheidt Bankseiland in het noordwesten van Victoria-eiland in het zuidoosten. Het strekt zich uit van Viscount Melville Sound in het noordoosten tot de Golf van Amundsen in het zuidwesten. Vanaf de late winter is het gevuld met ijs dat meestal pas in augustus of helemaal niet opbreekt. De naamgenoot, Prins van Waleseiland, ligt ruim 320 kilometer naar het oosten.
De zeestraat is een mogelijke route voor de Noordwestelijke Doorvaart. Aan de noordzijde ligt het Parrykanaal (M'Clure Strait en Viscount Melville Sound) richting het westen dat over een lengte van 970 kilometer toegang geeft tot de Baffinbaai. Aan de noordzijde ligt richting het noordwesten de M'Clure Strait.

## Geschiedenis
Robert McClure bereikte de zeestraat in 1850 vanuit het westen en zat er vastgevroren. Een sledegroep toonde aan dat het verbonden was met Parrykanaal. Hoewel hij de zeestraat nooit heeft doorkruist, verklaarde hij vol vertrouwen dat de zeestraat wel aansluit op het reeds ontdekte kanaal en dat de coördinaten die hij heeft verstrekt voor de oostelijke uitgang van de zeestraat accuraat zijn. Dit wordt algemeen beschouwd als de baanbrekende gebeurtenis van de ontdekking van de eerste Noordwestelijke Doorvaart (in geografische zin). Niettemin werd het beschouwd als ijsgebonden en ongeschikt voor navigatie. McClure bereikte uiteindelijk de andere kant van het Canadese Noordpoolgebied en maakte de eerste omvaart door Amerika.
Richard Collinson kwam er opnieuw binnen in 1851. Henry Larson maakte de eerste passage in 1944 nadat hij er niet in was geslaagd de M'Clure Strait te passeren. In 1969 werd de olietanker SS Manhattan gedwongen deze te gebruiken nadat ijs de M'Clure Strait had geblokkeerd. Terwijl de zeestraat smaller wordt tot minder dan 39 kilometer, passeren schepen die er gebruik van maken onbetwist de Canadese wateren.

## Flora en fauna
De zeestraat ligt in de mariene ecoregio Beaufort-Amundsen-Viscount Melville-Koningin Maud.